# 斉藤くるみ
斉藤 くるみ  は日本の言語学者、英語学者。日本社会事業大学名誉教授。視覚聴覚障害アドボカシー研究所所長。

## 人物
2000年以後は脳科学的アプローチで視覚、聴覚等のモダリティに惑わされない言語能力の本質の解明と、英語教育への応用に取り組んでいる。
また、少数言語者の人権にも取り組んでおり、日本手話を使用するろう者が彼らの視覚言語である日本手話で教育が受けられる環境の実現を目指し研究・活動を行なっている。
ろう者の人権だけではなく、盲ろう者等、障害者や、移民などのマイノリティの立場に置かれる者の人権にも取り組んでいる。
日本社会事業大学にて、日本初のろう当事者が手話で教える学士課程の科目群を設置(通称「手話による教養大学」)。日本初の聴覚障害当事者ソーシャルワーカー養成プロジェクトを実施。また、同大学の入試に語学としての日本手話を位置付けた。

## 学歴
1978年-1982年 国際基督教大学教養学部
1982年-1990年 国際基督教大学大学院教育学研究科
-1990年 国際基督教大学, 教育学研究科英語教育（英語史）
1989-1990年, 1993-1994年 ケンブリッジ大学Dept of Anglo-Saxon, Norse and Celtic

## 職歴
日本社会事業大学社会福祉学部教授
早稲田大学第一文学部
早稲田大学
東京女子大学大学
東京大学大学院言語動態学研究科
日本社会事業大学名誉教授・一般社団法人視覚聴覚障害アドボカシー研究所所長（代表理事）
東京大学先端科学技術研究センター客員研究員
日本手話学会副会長

## 研究業績
著書・単著
- The Nominal Modification in Old English Prose,（UMI, Michigan 1992、国際基督教大学博士論文 1990）[13]
- 『視覚言語の世界』（彩流社　2003）[14]
- 『少数言語としての手話』（東京大学出版会　2007）[15]

編著
- 『手話による教養大学の挑戦～ろう者が教え、ろう者が学ぶ』（ミネルヴァ書房　2017）[16]

共著
- 『媒介言語論を学ぶ人のために』（世界思想社2009）[10]

論文（単著）
- “Support for Hearing Impaired High School Students Intending to Go to College”, Journal of Social Policy and Social Work, 18, (2014), 7-17.
- “Cognition of Children with Hearing/Visual Impairments and its Applicability to Language Teaching: Toward Barrier-Free Elementary School English Education”, Journal of Social Policy and Social Work, 19, (2015), 5-17.[17]
- "Eye Gaze and Eye Movement in Japanese Sign Language ”, Journal of Social Policy and Social Work, 20, (2016), 5-21.[18][19]
- “Japanese Sign Language as Interdisciplinary Studies and Liberal Arts”, Boston Conference Series: September 2019, AICMSE, (2019), 16-25.
- “Reconsidering Language and Modality through Remote Online Certificate Examinees with Visual/Hearing Disabilities during Covid -19 Crisis”, ARICON, UK. (2022), 3-19.
- “Cultural and Cognitive Factors in English Assessment Bias for Visual / Hearing Impaired Examinees”, International Journal of Science Engineering and Management (IJSEM),  (2024),  https://ijsem.org/culture-conjective.php.
- “Para-linguistic Eye Gaze as Setting–Switch Marking”, 『リベラルアーツ&マイノリティ』vol.1, (2024), 19-35.
- 「聴覚障害学生を持つ大学の英語教育の問題点と視覚型英語教育ソフトの開発」『大学教育学会誌』48, (25-2)、（2003c）、90-95[20]
- 「脳神経言語学の発達と手話の社会的地位の向上」『ことばと社会』7、 (2003b)、154 -167、三元社[21]
- 「バリアフリーコミュニケーションを目指す大学生のための英語教育教材」『大学教育学会誌』59、(2009)、154-161（大学教育学会奨励賞）[22][23]
- 「大学教育における『日本手話』の意義 ― リベラルアーツ教育・アイデンティティ教育からキャリア教育へ」『大学教育学会誌』63、(2011)、96-103。（大学教育学会奨励賞）[22][24]
- 「大学教育における『日本手話』―『手話による教養大学』と『日本手話による学位論文』」『ことばと社会』19、（『特集 ことばの商品化』）、(2017b)、244-250、三元社

他多数
助成研究・事業報告書（代表者）
- 「日本財団『聴覚障害者大学教育支援プロジェクト』10年の歩み」『日本社会事業大学研究紀要』67、(2020)、147-159[25]
- 「アジアの被災地を結ぶ聴覚障害者支援ネットワークのモデル構築とツール開発」三菱財団社会福祉事業・研究助成報告書、(2020)、全48頁[26]
- 文部科学省委託実践研究『当事者に学ぶ視覚・聴覚障害者のセルフアドボカシープログラム2020年度報告書』(2020)、全332頁、文科省HP[27]

他全14本
口頭発表・講演
- “Eye Gaze and Eye Movement in Japanese Sign Language”, Theoretical Issues in Sign Language Research Conference. (2013.7.10.)（於ロンドン大学）[28]
- “The Project for Language Rights of Deaf and Hard of Hearing in Japanese Higher Education”, Language Rights: Issues and Good Practice, (SIGLaR, European Language Council)　(2018. 9. 22.)（於ワルシャワ大学）[29][30]
- “Japanese Sign Language as Interdisciplinary Studies and Liberal Arts”, 10th Academic International Conference on Multidisciplinary Studies and Education, (AICMSE 2019). (2019. 9.23.)（於ハーバード大学）[31][32]
- “Para-linguistic Eye Gaze as Setting-Switch Marking”, 3rd International Conference on Sociolinguistics (2022. 8. 25.)(於カレル大学、チェコ)

他多数
獲得助成金
文科科研（代表）
- 基盤B「視覚・聴覚障害児の認知能力を利用した小学校英語バリアフリー教授法・教材の開発」(2012-2016)[33]
- 挑戦的萌芽「言語的・パラ言語的・非言語的視線の記述システムの開発」(2013-2015)[34]
- 基盤C「コミュニケーションのセッティング・スイッチ・マーキングとしてのゲイジングの研究」（2017-2019）[35]
- 特設基盤B『オラリティと社会』「手話のオラリティとアジアろうコミュニティーでの社会貢献への応用」（2018-2021）[36]
- 基盤B「視覚・聴覚等に障害をもつ人の英語能力の測定法の開発」(2020-2024)[37]

他全10件
その他の助成研究・助成事業 (代表)
- 文部科学省大学教育・学生支援推進事業「ことばのバリアフリーを目指して」(2009-2011)[38]
- みずほ福祉助成財団社会福祉助成金「聴覚障害者のスキルアップ・ステップアップのための書記日本語教育法およびマニュアル開発 ― エラーアナリシスを中心に」(2012)[39][40]
- 平和中島財団アジア地域重点学術研究助成「視覚コミュニケーションに注目したアジア間協力のためのリスク時のバリアフリー・コミュニケーション・ツールの調査・開発」(2014)[41]
- 三菱財団社会福祉事業・研究助成「アジアの被災地を結ぶ聴覚障害者支援ネットワークのモデル構築ツール開発」(2018.10.-2020.9.)[42][43]
- 日本財団「国際的視野をもつ当事者ソーシャルワーカー養成」(2020-2024)[44][45]
- 文科省委託実践研究『地域における持続可能な学びの支援に関する実践研究』「当事者に学ぶ視覚・聴覚障害者の生涯学習を促進する地域連携プログラム ― セルフアドボカシーからクロスアドボカシーへ」（2021- ）[46]

他多数
新聞報道
- 『教育学術新聞』2019年3月13日「障害学生支援が多くの学びに― “ろう文化”を守る、斉藤くるみ教授に聞く」
- 『毎日新聞』2019年5月18日「英語吃音受験生の不安」[47]
- 『点字毎日』2020年3月11日「福祉の分野で働く - 現職、経験者が語るセミナー」[48]
- 『朝日新聞』2020年5月26日「障害ある子もオンライン授業」[49][48]
- 『読売新聞』2020年7月3日「オンライン授業 - 障害者に配慮を」[50][51]

他多数

## 出演
映画
- 映画（ハンセン病監修・出演）『凱歌』(坂口香津美監督作品2020) [53]

テレビ
- 「ろうを生きる 難聴を生きる」（手話動画による高校卒業程度認定試験の対策講座）2019年3月23日、ＮＨＫ Ｅテレ[54]
- 「ハートネットTV」（ろう・難聴高校生の学習塾）2019年2月25日、ＮＨＫ Ｅテレ[54]
- 「ＮＨＫ手話ニュース」（LGBTのろう者手話で修士論文提出へ）2015年11月23日、ＮＨＫ Ｅテレ[54]

他多数
YouTube
- 2023年10月Youtube言語学ラジオの「超おもしろいのに入手困難な本を復活させよう！好きな本ラザロ」に『少数言語としての手話』（東京大学出版会2007）が取り上げられた[55]。その後、2023年書泉ブックセンターの「書泉と10冊」の1冊に[56]。

その他メディア
- 2022年7月読書メーターに『視覚言語の世界』（彩流社2003，2005）が取り上げられる[57]
- 2023年12月ほんまシュンジの“note”に照会されている[58]